# 豊岡哲生
豊岡 哲生（とよおか てつお、1986年10月14日 - ）は日本の元競輪選手。豊岡ビューティ株式会社代表取締役社長。佐賀県伊万里市出身。
日本競輪学校（当時。以下、競輪学校）第93期生。現役時代は、日本競輪選手会東京支部に所属していた。ホームバンクは京王閣競輪場。豊岡弘（競輪学校第69期生）は叔父。

## 生い立ち
佐賀県伊万里市に生まれ、幼いころから、ソウルオリンピックにも出場し、競輪選手である叔父の豊岡弘の姿をみて小学校一年の時に競輪選手になると決意する。小中学校は野球部に所属し、高校に入り本格的に自転車競技を始めた。
高校は伊万里商業高校へ進学したが、同校には自転車部はなく、校長に自転車同好会の立ち上げをお願いしたものの、認められなかったため、平日は毎朝五時に起床し、近くの山を自転車で登り、学校が終わってからは家から25km離れた武雄競輪場まで自転車で赴き、競輪場では選手のトレーニングに混ぜてもらい、さらにそのあともまた自転車で25kmの道のりを帰るというトレーニングを行っていた。また、土日は県内唯一の自転車部のある学校の龍谷高校の監督の好意で龍谷自転車部と一緒に練習に参加させてもらい、合同で練習を行った。

## 高校在籍時の成績
- 2004年広島インターハイスプリント第7位
- 2004年都道府県対抗自転車競技大会4km団体追抜き競走第7位
- 2004年埼玉国民体育大会4km速度競走第8位

## 来歴
競輪学校には第93期生（同期には今井裕介、西谷岳文など）として入学。卒業記念レースは決勝5着（優勝は谷田泰平）。競輪学校在校時は学業優秀賞を受賞した。
卒業後の2008年1月10日に熊本競輪場でプロデビュー（6着）。初勝利は翌11日。5月3日には3場所連続完全優勝しA級2班へ特別昇班を決めた。その後、京都向日町競輪場で行われたルーキーチャンピオンレースに出場し4着の成績を残した。
その後は順調にS級に昇進し、2009年に松阪競輪場で行われた記念競輪で決勝に進出。決勝では優勝した中川誠一郎を追走し準優勝。この結果により競輪祭への出場権を得たため、競輪祭で自身初のGI初出場を果たす。
2013年7月2日に日本競輪選手会佐賀支部から東京支部に移籍。また、同年12月には競輪のS級に所属するトップ選手達が立ち上げたSS11に賛同し、日本競輪選手会に退会届を提出したものの、翌年1月にSS11メンバー全員が謝罪と共に退会届を撤回。豊岡には5月から6ヶ月間の自粛欠場が言い渡された。
その後、日競選から処分を受けた選手が次々と競輪競走に復帰する中、豊岡のみ（2014年4月16日の弥彦FII決勝2着が最後）が、2017年11月現在も復帰していない（そのためA級3班になった）。2016年6月30日JKA発表の広報によると、病気療養中であった（2017年4月30日JKA発表の広報にも記載あり）。その後、2018年1月25日に引退した。

## エピソード
- 豊岡の通っていた伊万里商業高校には全員何かしらの部活動に所属しなければいけない決まりがあったが、自身はトレーニング時間確保のため、もっとも活動時間が短い英語クラブに所属していた。しかし、3年生になる頃には自転車競技に対して一生懸命に取り組む豊岡の姿を見ていた教師達が、学校の部活動に参加しなくてもよいという暗黙の了承を得ている。
- 2010年8月の小田原記念競輪では決勝戦進出を果たし、坂本亮馬、松岡貴久、田中誠らの九州勢の前を任され、自身は永井清史との先行争いに敗れ、9着に終わったが、坂本が優勝、2着に松岡、3着に田中と九州勢が上位3着までを独占。坂本の神奈川県の(花月園、川崎、平塚、小田原)記念競輪4場全制覇に大きく貢献した。
- 多くのスポーツ選手が引退後のキャリアに悩む中、早くからセカンドキャリアに向けて取り組む。佐賀から東京へと活動拠点を移し、選手の傍らアパレルブランドや飲食業で経験を積んだ。
- 語学にも関心が高く、英語と中国語を話せる。